# Mistrzostwa Polski w piłce nożnej (1922)

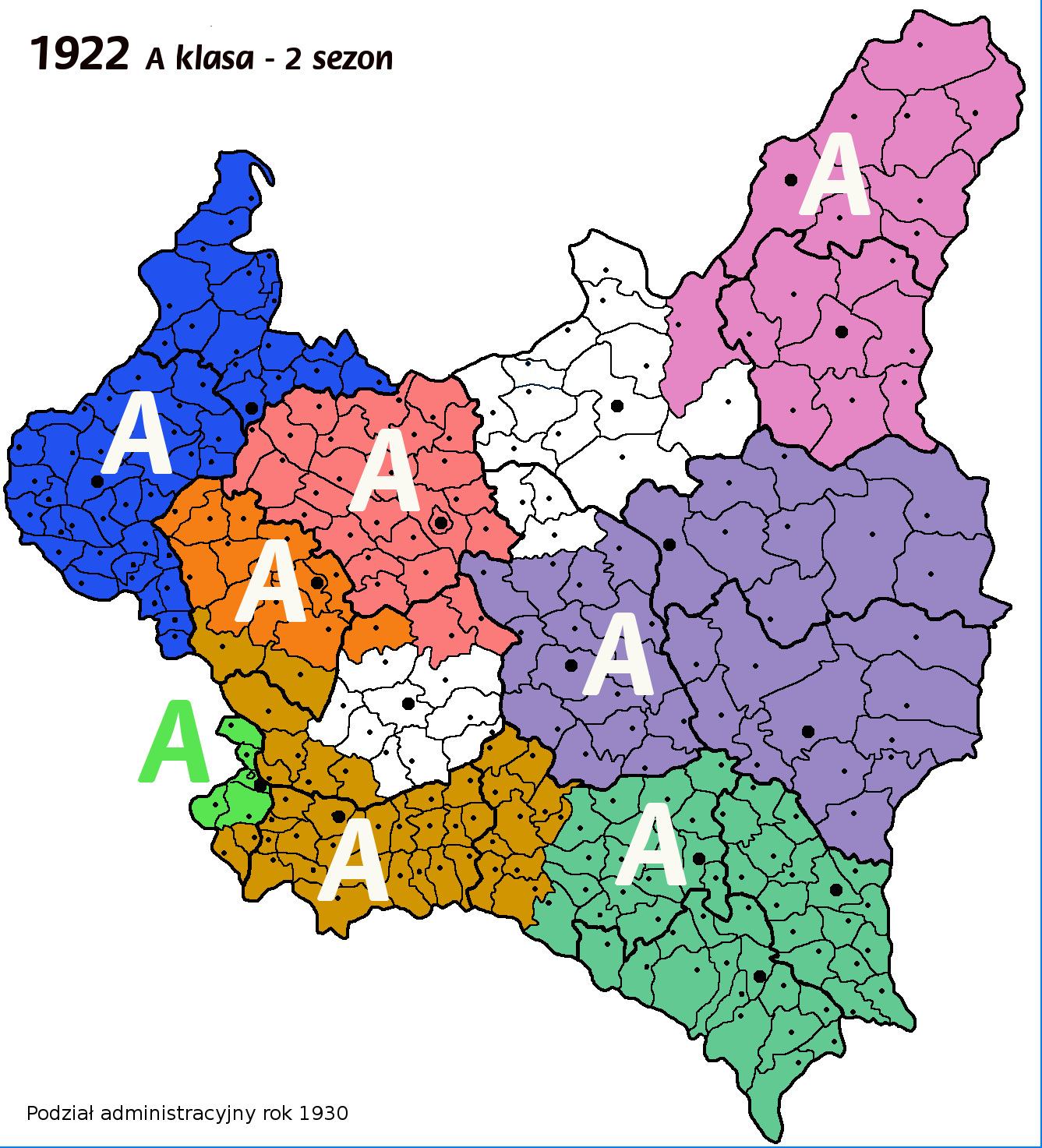
Okręgi piłkarskie biorące udział w MP 1922.

Mistrzostwa Polski w piłce nożnej 1922 – 3. edycja oficjalnych mistrzostw Polski w piłce nożnej mężczyzn, a druga dokończona oraz zakończona wyłonieniem zwycięzcy (mistrzostwa Polski 1920 zostały bowiem przerwane na skutek trwającej wojny polsko-bolszewickiej). Organizatorem rozgrywek był Polski Związek Piłki Nożnej (PZPN). Całą rywalizację przeprowadzono systemem mieszanym (quasi ligowym) w roku kalendarzowym 1922, jako sezonie (tzw. cyklem „wiosna-jesień”).
| Poziomy rozgrywkowe w sezonie 1922 | Poziomy rozgrywkowe w sezonie 1922 | Poziomy rozgrywkowe w sezonie 1922 |
| Rozgrywki                          | P                                  | Nazwa                              |
| ---------------------------------- | ---------------------------------- | ---------------------------------- |
| Centralne                          | I                                  | Mistrzostwa Polski                 |
| Okręgowe (8 okręgów)               | II                                 | A klasa                            |
| Okręgowe (8 okręgów)               | III                                | B klasa                            |
| Okręgowe (8 okręgów)               | IV                                 | C klasa                            |

Zmagania decydującej fazy mistrzostw (fazy finałowej) trwały 85 dni – od 29 lipca 1922 do 22 października 1922. W 26 spotkaniach (25 rozstrzygniętych i 1 remisowym) – rozegranych w jej ramach – uzyskano 154 bramki, co daje średnią 5,92 gola na mecz. Tytuł mistrza Polski wywalczyła Pogoń Lwów, a koronę króla strzelców – jej zawodnik – Wacław Kuchar, zdobywca 21 trafień.
Na początku stycznia 1922 funkcjonowało w Polsce już osiem Okręgowych Związków Piłki Nożnej. Do pięciu istniejących wcześniej okręgów (krakowskiego, lwowskiego, łódzkiego, poznańskiego i warszawskiego) dołączyły trzy kolejne: górnośląski (następnie pod nazwą śląski), lubelski oraz wileński. Spowodowało to zwiększenie liczby okręgowych mistrzostw Klasy A, a tym samym liczby drużyn bezpośrednio walczących o tytuł mistrza Polski (z pięciu do ośmiu). Nowe OZPN-y przyjęto w poczet członków piłkarskiej centrali podczas 3. Walnego Zgromadzenia PZPN, zorganizowanego w dniu 26 lutego 1922 w Krakowie. W jego trakcie zatwierdzono też regulamin mistrzostw wraz ze zmianami. Wzorem dwóch wcześniejszych sezonów przewidywał on walkę o tytuł mistrzowski w cyklu „wiosna-jesień” oraz w dwóch fazach: okręgowych mistrzostwach Klasy A i ogólnokrajowym turnieju finałowym. W obydwu z nich grano systemem ligowym – „każdy z każdym, mecz i rewanż”. Różnicą w stosunku do poprzednich lat był fakt rezygnacji z przeprowadzania centralnych mistrzostw Klasy B (ze względu na wysokie koszty), a także zorganizowanie turnieju finałowego w dwóch równorzędnych grupach (północnej i południowej). Siłą rzeczy, kolejną nowością była więc konieczność rozegrania dodatkowych spotkań finałowych, pomiędzy zwycięzcami każdej z grup (w formule pucharowego dwumeczu „u siebie i na wyjeździe”). Wywalczenie tytułu mistrza Polski nie dawało prawa występu w fazie finałowej następnej edycji, bowiem podczas 3. Walnego Zgromadzenia PZPN odrzucono wniosek o dopuszczenie do finałów mistrzostw Polski obrońcy tytułu, jeśli zajmie on 2. miejsce w mistrzostwach swojego okręgu. Postanowiono za to założyć centralną kartotekę piłkarzy-członków związku i klubów, której podstawą była legitymacja zgłoszeniowa.

## Faza finałowa

### Etap pierwszy

#### Tabela końcowa grupy północnej
| M | Nazwa klubu      | Mecze | Punkty | Bramki |
| 1 | Warta Poznań     | 6     | 12     | 23:6   |
| 2 | ŁKS Łódź         | 6     | 6      | 17:9   |
| 3 | Polonia Warszawa | 6     | 4      | 13:14  |
| 4 | Strzelec Wilno   | 6     | 2      | 9:33   |

#### Tabela końcowa grupy południowej
| M | Nazwa klubu          | Mecze | Punkty | Bramki |
| 1 | Pogoń Lwów           | 6     | 10     | 37:6   |
| 2 | Cracovia             | 6     | 10     | 34:7   |
| 3 | WKS Lublin           | 6     | 2      | 6:32   |
| 4 | Ruch Wielkie Hajduki | 6     | 2      | 6:38   |

Legenda:
|  | Awans do finałowego dwumeczu o mistrzostwo Polski. |

### Finał
Finałowy dwumecz o tytuł mistrza Polski 1922, pomiędzy zwycięzcami obydwu grup fazy finałowej:
| 15 października 1922 | Warta Poznań · Staliński 70' | 1 : 1(0:0) | Pogoń Lwów · 49' Wa. Kuchar | Stadion przy ulicy Rolnej, Poznań Widzów: 7 000 |
|                      |                              |            |                             |                                                 |

| 22 października 1922 | Pogoń Lwów · Wa. Kuchar 56', 85', 86' · Batsch 75' | 4 : 3(0:1) | Warta Poznań · 38' Prymka · 55' Przybysz · 88' Dabert | Park Sportowy, Lwów Widzów: 6 000 |
|                      |                                                    |            |                                                       |                                   |

 Mistrzem Polski w sezonie 1922 została Pogoń Lwów.

## Najlepsi strzelcy
| Bramki | Zawodnik             | Drużyna      |
| ------ | -------------------- | ------------ |
| 21     | Wacław Kuchar        | Pogoń Lwów   |
| 14     | Mieczysław Batsch    | Pogoń Lwów   |
| 12     | Wawrzyniec Staliński | Warta Poznań |

## Ciekawostki
- Dla drużyny Strzelca Wilno udział w fazie finałowej mistrzostw Polski sezonu 1922 był pierwszym i zarazem ostatnim razem występem na tym etapie rozgrywek[2];
- W fazie finałowej mistrzostw Polski 1922 zespół Pogoni Lwów zdobył średnio 5,25 gola na mecz. To obok ich osiągnięcia z następnego sezonu (5,33 bramek na mecz) drugi najlepszy tego typu bilans w historii mistrzostw Polski[4].

## Klasyfikacja medalowa po MP 1922
|    | Klub             |   |   |   |
| -- | ---------------- | - | - | - |
| 1. | Cracovia         | 1 | 0 | 1 |
| 2. | Pogoń Lwów       | 1 | 0 | 0 |
| 3. | Warta Poznań     | 0 | 1 | 1 |
| 4. | Polonia Warszawa | 0 | 1 | 0 |
| 5. | ŁKS Łódź         | 0 | 0 | 1 |